# Европска агенција за безбедност хране
Европска агенција за безбедност хране (енгл. European Food Safety Authority, EFSA) агенција је Европске уније (ЕУ) која пружа независне научне доказе и комуницира о постојећим и настајућим ризицима повезанима са ланцем исхране. EFSA је основана фебруара 2002. године, има седиште у Парми, Италија, и буџет за 2016. годину јој је износио 79,5 милиона евра.